# Alphonse du Brésil
Titre
Prince impérial du Brésil
23 février 1845 – 11 juin 1847
(2 ans, 3 mois et 19 jours)
Alphonse Pierre de Bragance (en portugais : Afonso Pedro de Alcântara de Bragança), né le 23 février 1845 au palais de Saint-Christophe de Rio de Janeiro et mort le 11 juin 1847 dans ce même lieu d'une crise d'épilepsie, est un prince impérial et héritier du trône de l'empire du Brésil.
Il est le premier enfant de l'empereur Pierre II du Brésil et de Thérèse-Christine de Bourbon-Siciles et donc un membre de la branche brésilienne de la maison de Bragance. Sa sœur Isabelle du Brésil devient l'héritière du trône à sa mort.